# Ki-Aikido
Ki-aikido (jap. 心身統一合氣道 Shin-shin-tōitsu-aikidō; pol. aikido zjednoczonego ciała i ducha) - styl aikido rozwinięty przez shihana Kōichiego Tōhei (10 dan aikikai) i propagowany w ramach organizacji Ki Society.
W treningu ki-aikido nacisk jest skierowany na spokój i użycie siły wewnętrznej "ki". Ideałem stylu jest przeniesienie filozofii aikido do codziennego życia, zamiast traktowania go tylko jako układów ruchu i technik samoobrony. W ramach ki-aikido odbywają się pokazy treningu (taigi), mającego stanowić okazję do porównania umiejętności i motywację do ich doskonalenia. 
Według własnej oceny Ki Society, ki-aikido jest uprawiane przez około 30 tys. osób w Japonii oraz około 100 tys. osób poza nią, w 21 krajach. Te liczby nie obejmują organizacji mistrza Kenjirō Yoshigasaki, Ki no Kenkyukai Association International, będącej do 2003 częścią The European Shin Shin Toitsu Aikido. Obecnie czołową postacią stylu jest syn i spadkobierca jego założyciela, Shin'ichi Tōhei.
Nazwa "ki-aikido" jest używana także przez inne style, stworzone przez uczniów Tōhei, na przykład Aikido Yuishinkai Koretoshi Maruyamy.

## Historia Ki Aikido w Polsce
Pierwsze spotkanie z ki-aikido odbyło się w Toruniu, gdzie nawiązano kontakt z mistrzem Yoshigasaki, ale nie doprowadziło to do powstania grup trenujących w Polsce.
Rozwój ki-aikido w Polsce rozpoczął się od wyjazdu mistrza Andrzeja Mroczkowskiego  do sensei'a Carstena Moellera do Kopenhagi w 1991 roku. Spędził on dwa tygodnie w Kopenhadze po czym wyjechał na seminarium z Yoshigasakim do Holandii.
W efekcie w styczniu 1992 odbyło się w Kole pierwsze w Polsce seminarium dot. ki-aikido z Carstenem Moellerem (wówczas 1 dan), po którym powstały pierwsze w Polsce grupy ćwiczące. Wkrótce po tym, Krzysztof Gorący ze Szczecina i Andrzej Mroczkowski z Koła jako pierwsi Polacy zdali egzaminy na 1 dan.
Od 2002 r. wszystkie polskie dōjō nauczające ki-aikido, należą do organizacji mistrza Yoshigasaki Ki no Kenkyukai Association Internationale.
Obecnie istnieją dōjō ki-aikido w: Łodzi, Kole, Warszawie i Szczecinie.

## Odnośniki
- łódzkie dojo Ki-Aikido